# Wolfgang Ernst
Wolfgang Ernst (1959) és catedràtic de teoria dels mitjans a l'Institut de Musicologia i Estudis dels Mitjans de la Universitat Humboldt de Berlín. És autor de diversos llibres en l'àrea de l'arqueologia dels mitjans i l'arxivística, entre els quals destaquen Das Rumoren der Archive: Ordnung aus Unordnung (2002), Im Namen von Geschichte: Sammeln, Speichern (Er)zählen (2003), Das Gesetz des Gedächtnisses. Medien und Archive am Ende (des 20. Jahrhunderts) (2007). Els seus llibres Digital Memory and the Archive (editat per Jussi Parikka) i Chronopoetik. Zeitweisen und Zeitgaben technischer Medien es publicaran el 2012.

## Publicacions
- Das Rumoren der Archive. Ordnung aus Unordnung , Berlin: Merve Verlag, 2002
- Im Namen von Geschichte. Sammeln – Speichern – (Er-)Zählen, München 2003 (= Habilitationsschrift HU Berlin)
- Das Gesetz des Gedächtnisses. Medien und Archive am Ende (des 20. Jahrhunderts), Berlin 2007